# Masakazu Miyanaga
Masakazu Miyanaga (jap. Miyanaga Masakazu) – japoński malarz.

## Życiorys
Masakazu Miyanaga urodził się w 1970 roku w mieście Ōita. Studiował na Wydziale Malarstwa na Uniwersytecie w Fukuoce (studia ukończył w 1993 roku) oraz Uniwersytecie Tsukuba (ukończył w 1995 roku). Od 1995 do 1998 roku pracował w Domu Kultury w Myślenicach jako wolontariusz z ramienia Japan International Cooperation Agency (JICA). Od 1999 do 2003 roku był stażystą na Wydziale Konserwacji i Wydziale Grafiki ASP w Krakowie.

## Sztuka

### Malarstwo
Miyanaga swoje obrazy maluje temperą jajową na desce używając 24-karatowego złota. Jego dzieła najczęściej przedstawiają psy, ponieważ zwierzęta są dla artysty tematem neutralnym.

### Film
Miyanaga wystąpił w kilku filmach, takich jak:
- Vinci jako Tanaka,
- Solidarność, Solidarność... jako dostawca sushi "Sushi",
- Ile waży koń trojański? jako szef sushi baru[1],
- Vinci 2 jako Tanaka.